# A Girl Walks Home Alone at Night
Pour plus de détails, voir Fiche technique et Distribution.
A Girl Walks Home Alone at Night (en persan : دختری در شب تنها به خانه می رود, Dokhtari dar šab tanhâ be xâne miravad) est un film fantastique américain écrit et réalisé par Ana Lily Amirpour, sorti en 2014.
Premier long métrage d'Amirpour, il s'agit de l'adaptation du court métrage du même nom réalisé par cette réalisatrice, lauréat du prix du meilleur court métrage du festival Noor du film iranien (en) de Los Angeles en 2012. 
Il a la particularité d'être tourné en noir et blanc et en persan, et a été présenté au festival du film de Sundance 2014 dans la sélection « NEXT ».

## Fiche technique
- Titre original anglais : A Girl Walks Home Alone at Night
- Titre persan : دختری در شب تنها به خانه می رود, Dokhtari dar šab tanhâ be xâne miravad
- Réalisation : Ana Lily Amirpour
- Scénario : Ana Lily Amirpour, d'après son court métrage
- Direction artistique : Sam Kramer
- Décors : Sergio De La Vega
- Costumes : Natalie O'Brien
- Photographie : Lyle Vincent
- Montage : Alex O'Flinn
- Production : Sina Sayyah, Justin Begnaud et Elijah Wood
- Sociétés de production : SpectreVision et Logan Pictures
- Sociétés de distribution : Kino Lorber (USA)
- Budget :
- Pays d’origine :  États-Unis
- Langue originale : persan
- Format : noir et blanc
- Genre : fantastique, horreur, thriller
- Durée : 99 minutes
- Dates de sortie : 
  - États-Unis : 19 janvier 2014 (festival du film de Sundance 2014) ; 21 novembre 2014 (sortie nationale)
  - France : 6 septembre 2014 (festival du cinéma américain de Deauville 2014) ; 14 janvier 2015 (sortie nationale)

## Distribution
- Sheila Vand : la fille
- Arash Marandi : Arash
- Marshall Manesh : Hossein
- Dominic Rains : Saeed
- Mozhan Marnò : Atti
- Rome Shadanloo : Shaydah

## Accueil
Le film est particulièrement bien accueilli. Il obtient 93 % de critiques positives d'après l'agrégateur Rotten Tomatoes avec le consensus suivant : « A Girl Walks Home Alone at Night mélange des éléments très conventionnels dans quelque chose de brillant et d'original, et révèle la réalisatrice et scénariste Ana Lily Amirpour ». Metacritic affiche 78 / 100 critiques positives.
Variety écrit que « l'audacieux premier film d'Ana Lily Amirpour est une romance de vampires rusée se déroulant dans un enfer iranien fictif, » ; The Hollywood Reporter salue le film et ajoute que « ce film morose et magnifique à la fois se concentre finalement plus sur l'atmosphère et les émotions que sur la narration, et c'est aussi bien ainsi, ». Le site Indiewire accorde au film la note de A- : « regarder A Girl Walks Home Alone at Night vous donne l'impression que vous assistez à quelque chose d'emblématique et d'important,. » Le webzine Salon.com le qualifie de « meilleure découverte de l'année. »

## Distinctions

### Récompenses
- Festival du cinéma américain de Deauville 2014 : Prix de la Révélation Cartier pour Ana Lily Amirpour (sélection officielle)
- Festival international du film de Catalogne 2014 :
  - Carnet Jove Jury Award pour Ana Lily Amirpour
  - Citizen Kane Award for Best Directorial Revelation pour Ana Lily Amirpour

- Gotham Awards 2014 : Bingham Ray Breakthrough Director pour Ana Lily Amirpour

- Film Independent's Spirit Awards 2015 : Someone to Watch Award pour Ana Lily Amirpour

### Sélections
- Festival du film d'Abou Dabi 2014
- Festival international du film de Bombay 2014
- Festival international du film de Brisbane 2014
- Festival international du film de Canberra (en) 2014
- Festival du film d'Hawaï 2014
- Festival international du film de La Roche-sur-Yon 2014
- Festival du film de Londres 2014
- Festival du nouveau cinéma de Montréal 2014
- Festival international du film de Rome 2014
- Festival international du film de Santa Fe 2014
- Festival international du film de Stockholm 2014
- Festival international du film de Singapour 2014
- Festival européen du film fantastique de Strasbourg 2014
- Festival du film de Sundance 2014 : sélection « NEXT »
- Festival international du film de Vancouver 2014
- Festival international du film de Vienne 2014

### Nominations
- Film Independent's Spirit Awards 2015 :
  - Meilleur premier film
  - Meilleure photographie pour Lyle Vincent